# Оксия (Эхинады)
Окси́я (греч. Οξεία), также Оксья́ (Οξειά) — необитаемый остров в Ионическом море, в устье Ахелооса. Принадлежит к группе островов Эхинады. Входит в общину Итака в периферийной единице Итака в периферии Ионические острова. Остров покрыт сосновым лесом. Наивысшая точка 421 метров. Длина острова 5 км, ширина 2 км. В 2012 году остров куплен эмиром Катара через Qatar Holding за 5 млн евро.